# Liste von Größenordnungen der Fläche
Dies ist eine Zusammenstellung von Flächen verschiedener Größenordnungen zu Vergleichszwecken. Die Angaben sind oft als „typische Werte“ zu verstehen; die umgerechneten Werte sind gerundet.
Die im internationalen Einheitensystem von der Basiseinheit Meter abgeleitete Einheit der Fläche ist der Quadratmeter (Einheitenzeichen m²).
Weiter werden folgende Einheiten verwendet:
| Quadratmillimeter | 1 mm² = 0,000 001 m²          |
|                   | 1.000.000 mm² = 1 m²          |
| Quadratzentimeter | 1 cm² = 0,0001 m²             |
|                   | 10.000 cm² = 1 m²             |
| Ar                | 1 a = 100 m²                  |
| Hektar            | 1 ha = 100 a = 10.000 m²      |
| Quadratkilometer  | 1 km² = 100 ha = 1.000.000 m² |

## Flächen kleiner als 1 mm²
- 100 fm² – 1 Barn
- 1 nm² – Sichtbarkeitsgrenze Elektronenmikroskop

1 Quadratmikrometer = 1.000.000 Quadratnanometer; 1 μm2 = 106 nm2 = 10−12 m2
- 0,05 μm² – Oberfläche eines Grippevirus
- 0,20 μm² – Sichtbarkeitsgrenze Lichtmikroskop
- 500 μm² – Oberfläche eines Bakteriums

1 Quadratmillimeter = 1.000.000 μm² Quadratmikrometer; 1 mm2 = 106 μm2 = 10−6 m2
- 0,01 mm² – kleinstes mit bloßem Auge sichtbares Partikel
- 0,15 mm² – Oberfläche einer menschlichen Eizelle
- 0,2 mm² – Querschnittsfläche der Mine eines Druckbleistiftes (0,5 mm)

## 1 mm² bis 100 mm² (1 cm²)
- 1 mm² – Kästchen auf Millimeterpapier
- 2 mm² bis 50 mm² – Pupille eines Menschen, je nach Lichteinfall
- 25 mm² – Kästchen auf normalkariertem Papier (5-mm-Raster)
- 49 mm² – Kästchen auf großkariertem Papier (7-mm-Raster)
- 55 mm² – durchschnittliches Trommelfell des Menschen (pars tensa)

## 1 cm² bis 10 cm²
- 1,8 cm² – Mittelloch einer CD
- 2,1 cm² – 1-Eurocent-Münze
- 3,9 cm² – 20-Eurocent-Münze
- 4,3 cm² – 1-Euro-Münze
- 5,2 cm² – 2-Euro-Münze
- 6,4516 cm² – 1 square inch (Quadratzoll)

## 10 cm² bis 100 cm²
- 11 cm² – Mittelloch einer Single (Schallplatte/7")
- 18 cm² – Grundfläche einer Streichholzschachtel (50 mm × 35 mm)
- 46 cm² – internationales Scheckkartenformat nach ISO/IEC 7810 (85,60 mm × 53,98 mm)
- 50 cm² – Oberfläche eines Tischtennisballs
- 54 cm² – Spielkarte (Skatspiel, Normalformat)
- 75 cm² – 5-Euro-Banknote (120 mm × 62 mm)
- 90 cm² – Bierdeckel (rund, 107 mm Durchmesser)

## 100 cm² bis 1000 cm²
- 100 cm² – typische menschliche Handfläche
- 108 cm² – 50-Euro-Banknote (140 mm × 77 mm)
- 113 cm² – Größe einer Compact Disc
- 127 cm² – Oberfläche eines Tennisballs
- 313 cm² – Blatt Papier (Format A5)
- 625 cm² – Blatt Papier (Format A4)
- 729 cm² – Langspielplatte
- 910 cm² – Bildfläche eines 17-Zoll-Computermonitors (bei einem Seitenverhältnis von 5:4)
- 929,0304 cm² – 1 square foot (Quadratfuß)

## 1000 cm² bis 10.000 cm² (1 m²)
- 1090 cm² – Oberfläche eines Handballs
- 1250 cm² – Bogen Papier (Format A3)
- 1560 cm² – Oberfläche eines Fußballs
- 2827 cm² – Oberfläche eines Globus ⌀ 30 cm
- 4070 cm² – „Mona Lisa“ von Leonardo da Vinci
- 6270 cm² – abgerollte Tesafilmrolle (19 mm × 33 m)
- 8361,2736 cm² – 1 square yard
- 9600 cm² – Grundfläche einer Transportpalette nach EN 13698-1

## 1 m² bis 10 m²
- 1,5 m² bis 2 m² – Hautoberfläche des erwachsenen Menschen
- 2,23 m² – Eishockeytor
- 3,5 m² – Papier einer Toilettenpapierrolle (10 cm × 14 cm × 250 Blatt)
- 4,2 m² – Tischtennisplatte
- 6 m² – Handballtor
- 9 m² – typischer Gartenpavillon (3 m × 3 m)

## 10 m² bis 100 m² (1 a)
- 12,5 m² – Autostellplatz (5,0 m × 2,5 m)
- 17,9 m² – Fußballtor (7,32 m × 2,44 m)
- 37,2 m² – Boxring
- 25 m² bis 80 m² – typischer Wohnraum einer Stadtwohnung
- 81,8 m² – Badminton-Spielfeld

## 100 m² (1 a) bis 1000 m² (10a)
- 100 m² – Fläche des Torraums (Fußball)
- 123 m² – Tragfläche des Airbus A320
- 162 m² – Volleyball-Spielfeld
- 260 m² – Tennisplatz
- 420 m² – Basketballfeld
- 525 m² – Flügelfläche eines Jumbo-Jets (Boeing 747-400)
- 800 m² – Spielfläche beim Hallenhandball (40 m × 20 m)

## 1000 m² (10 a) bis 10.000 m² (1 ha)
- 1134 m² – Grundfläche der Reichstagskuppel (d = 38,0 m)
- 1800 m² – Eishockey-Spielfeld
- 4046,8564224 m² – 1 acre
- 7140 m² – Fläche eines Fußballfelds (FIFA-Norm)
- 7914 m² – überbaute Fläche des Kölner Doms[1]

## 10.000 m² (1 ha) bis 100.000 m² (10 ha)
- 1,09 ha – Grundfläche der Bahnsteighalle des Hamburger Hauptbahnhofs (nur Hauptspannweite 73 m × 150 m)
- 1,5 ha – Grundfläche des Petersdoms
- 1,9 ha – Denkmal für die ermordeten Juden Europas in Berlin
- 2,6 ha – Flugdeck der Flugzeugträger der Gerald-R.-Ford-Klasse
- 4,0 ha – Flughafen Berlin Brandenburg: Hauptterminal
- 5,3 ha – Grundfläche der Cheops-Pyramide
- 6,3 ha – Bürofläche des Frankfurter Messeturms
- 8,4 ha – Grundfläche des Leipziger Hauptbahnhofs

## 100.000 m² (10 ha) bis 1 km² (100 ha)
- 12 ha – Grundfläche des Pentagon
- 18 ha – Binnenalster, Hamburg
- 40 ha – Tian’anmen-Platz, Peking, China
- 42 ha – Theresienwiese (Oktoberfest), München, Deutschland
- 44 ha – Vatikanstadt, kleinster Staat der Erde
- 45 ha – Insel Mainau, Bodensee
- 50 ha – Hallenfläche auf dem Messegelände Hannover

## 1 km² bis 10 km²
- 1,70 km² – Helgoland (Hauptinsel)
- 2,02 km² – Monaco
- 2,589988110336 km² – 1 square mile (Quadratmeile)
- 2,73 km² – Wannsee, Berlin
- 3,75 km² – Englischer Garten, München
- 5,14 km² – Schluchsee (DE), Hochschwarzwald
- 6 km² – Wiener Prater
- 6,50 km² – Gibraltar
- 8,93 km² – Tegernsee, Bayern

## 10 km² bis 100 km²
- 21,3 km² – Republik Nauru, Ozeanien
- 21,6 km² – Flughafen Frankfurt
- 30,7 km² – Borkum, ostfriesische Insel
- 59,6 km² - North Sentinel Island Inselgruppe der Andamanen im Indischen Ozean
- 79,9 km² – Chiemsee, größter See Bayerns
- 99,1 km² – Sylt, nordfriesische Insel

## 100 km² bis 1000 km²
- 113 km² – Müritz, Mecklenburg-Vorpommern
- 160 km² – Liechtenstein
- 162 km² – Osterinsel
- 246 km² – Insel Malta (ohne Nebeninseln)
- 415 km² – Wien, kleinstes Bundesland Österreichs
- 419 km² – Freie Hansestadt Bremen, kleinstes Bundesland Deutschlands
- 536 km² – Bodensee
- 892 km² – Berlin
- 926 km² – Rügen, Insel (Ostsee)

## 1000 km² bis 10.000 km²
- 2034 km² – Teneriffa
- 2570 km² – Saarland
- 3604 km² – Mallorca
- 5648 km² – Vänersee, Schweden
- 6242 km² – Palästinensische Autonomiegebiete
- 7105 km² – Graubünden (größter Kanton der Schweiz)
- 7400 km² – Südtirol
- 8336 km² – Kreta
- 9251 km² – Zypern

## 10.000 km² bis 100.000 km²
- 10.433 km² – Hawaii (Insel)
- 19.186 km² – Niederösterreich (flächengrößtes Bundesland Österreichs)
- 22.380 km³ – Israel (Kernland)
- 25.426 km² – Sizilien
- 30.528 km² – Belgien
- 36.197 km² – Taiwan
- 41.285 km² – Schweiz
- 70.550 km² – Bayern (flächengrößtes Bundesland Deutschlands)
- 78.866 km² – Tschechien
- 82.103 km² – Oberer See (flächengrößter Süßwassersee der Erde)
- 83.879 km² – Österreich
- 84.421 km² – Irland (drittgrößte Insel Europas)

## 100.000 km² bis 1.000.000 km²
- 103.125 km² – Island
- 219.331 km² – Großbritannien (größte Insel Europas)
- 357.111 km² – Deutschland
- 413.000 km² – Ostsee
- 674.843 km² – Frankreich
- 783.562 km² – Türkei

## 1.000.000 km² bis 10.000.000 km²
- 1.481.346 km² – Alaska (größter US-Bundesstaat)
- 1.972.550 km² – Mexiko
- 2.166.086 km² – Grönland
- 2.381.741 km² – Algerien (flächenmäßig größter Staat Afrikas)
- 2.509.958 km² – Mittelmeer
- 3.287.590 km² – Indien
- 4.381.324 km² – Europäische Union
- 7.692.030 km² – Australien
- 8.514.215 km² – Brasilien (flächenmäßig größter Staat Südamerikas)
- 9.571.302 km² – China
- 9.826.675 km² – USA mit Puerto Rico
- 9.984.670 km² – Kanada

## 10 Millionen km² bis 100 Millionen km²
- 10,52 Millionen km² – Europa (Kontinent)
- 13,20 Millionen km² – Antarktis (Kontinent)
- 14,09 Millionen km² – Arktischer Ozean
- 17,08 Millionen km² – Russland (größter Staat der Erde)
- 17,84 Millionen km² – Südamerika
- 17,95 Millionen km² – Oberfläche des Pluto
- 24,93 Millionen km² – Nordamerika
- 30,30 Millionen km² – Afrika
- 37,93 Millionen km² – Oberfläche des Mondes
- 44,61 Millionen km² – Asien
- 73,43 Millionen km² – Indischer Ozean (ohne Nebenmeere)
- 74,76 Millionen km² – Oberfläche des Merkur
- 82,40 Millionen km² – Atlantischer Ozean (ohne Nebenmeere)

## 100 Millionen km² bis 1 Milliarde km²
- 144,6 Millionen km² – Oberfläche des Mars
- 149,1 Millionen km² – Landfläche der Erde
- 166,2 Millionen km² – Pazifischer Ozean (ohne Nebenmeere)
- 361,1 Millionen km² – Wasserfläche der Erde
- 510,1 Millionen km² – Oberfläche der Erde

## 1 Milliarde km² bis 10 Milliarden km²
- 8,083 Milliarden km² – Oberfläche des Uranus

## 10 Milliarden km² bis 100 Milliarden km²
- 61,42 Milliarden km² – Oberfläche des Jupiter

## 100 Milliarden km² bis 1 Billion km²
- 463,2 Milliarden km² – Fläche der Scheibe, die durch die Umlaufbahn des Mondes um die Erde gebildet wird

## Größere Flächen als 1 Billion km²
- 6,087 Billionen km² (6,09·1018 m²) – Oberfläche der Sonne
- 70,31 Billiarden km² (7,03·1022 m²) – Fläche der Scheibe, die durch die Umlaufbahn der Erde um die Sonne gebildet wird
- 106,2 Trillionen km² (1,06·1026 m²) – Fläche der Scheibe, die durch die Umlaufbahn des Pluto um die Sonne gebildet wird